# 細川護熙
細川 護煕（ほそかわ もりひろ、1938年〈昭和13年〉1月14日 - ）は、日本の政治家、陶芸家、茶人。朝日新聞記者を経て、政治家となり、参議院議員（3期）、熊本県知事（第45・46代）、衆議院議員（2期）、内閣総理大臣（第79代）、日本新党代表（初代）、フロム・ファイブ代表（初代）、学校法人瓜生山学園京都造形芸術大学学園長（2011年 - 2014年）を歴任した。

## 概要
旧肥後熊本藩細川家の第18代当主。
上智大学法学部卒業。学位は法学士。朝日新聞社の記者を経て第9回参議院議員通常選挙に自由民主党公認候補として全国区から立候補し初当選。その後、2期目の任期満了直前に熊本県知事に転じ、2期8年務めた。知事退任後、日本新党を結成して代表に就任、1992年参院選で参議院議員として再び国政に戻る。
1993年7月の第40回衆議院議員総選挙に鞍替え立候補し、衆議院議員に初当選。非自民・非共産連立政権の首班となり、38年ぶりに自由民主党からの政権交代を実現させ、「新党ブーム」を巻き起こして55年体制を崩壊させた。熊本県出身の総理大臣は清浦奎吾以来69年ぶり。佐川急便より一億円借り入れ事件を追及され総辞職し、総理としての任期は8ヶ月の短命に終わったが、折からの課題であった政治改革を成就させ、小選挙区比例代表並立制や政党助成制度を導入した。新進党の結党に参加するものちに離党、フロム・ファイブを起ち上げた。以降、民政党を経て民主党に合流。還暦を機に議員辞職し、政界引退後は陶芸家として活動する。以後政治とは距離を置いていたが、2014年の東京都知事選に立候補した（落選）。
2022年1月9日に海部俊樹が死去したことに伴い、存命中の内閣総理大臣経験者では最古参となった（最高齢は村山富市のまま）。

## 経歴

### 生い立ち
関ヶ原の戦いなどで活躍した戦国武将細川忠興の直系子孫で、旧熊本藩細川家第17代当主・細川護貞と、五摂家筆頭近衛家の第30代当主で昭和初期に貴族院議長や内閣総理大臣を歴任した近衛文麿の次女・温子との間の長男として、東京府東京市（現在の東京都千代田区）に生まれる（ただし本籍地は熊本県熊本市に置いている）。
学習院幼稚園、清泉小学校から栄光学園中学校を経て、学習院高等科卒業。学習院高等科での同級生に菅孝行がいる。大学入試では京都大学を受験するが失敗。一浪して再び京大を受験するがまたも失敗し、上智大学法学部へ進学。
卒業後、朝日新聞社に入社。鹿児島支局では鹿児島県警察記者室に入っていたが、ある時記者室で財布を無くしたことがあった。「当時の金銭感覚では考えられない大金」だったが、細川は「財布は買い直せば良い」という表情だったという。その後本社に戻って社会部記者となり、警察担当の遊軍記者として東大紛争や金嬉老事件などを取材した。

### 中央政界へ
その後、朝日新聞社を退職。かねてから政界進出の意志を持っていたが、松前重義（日本社会党）に「自分は次の選挙に出ない。いい機会だから、胆（はら）を決めて出たらどうか」と勧められ、1969年に行われた第32回衆議院議員総選挙に旧熊本1区から無所属で出馬した。しかし父の護貞は政界入りに反対し、「そんなヤクザな道に入るのなら、家とは縁を切ってくれ。カネも含めて今後一切の面倒は見ない」と勘当を言い渡した。文芸春秋での実弟・忠煇の発言によれば、護煕は細川家次期当主と言えど、当時、三笠宮崇仁親王の長女・甯子内親王と結婚したばかりの忠煇より知名度が低く、忠煇自身も政界進出には否定的だったという。
細川自身は保守系無所属としての立候補を選んだ（社会党は松前の後継に藤崎久男を擁立したが落選）。首相の佐藤栄作に面会すると、田中角栄に会うよう勧められ、田中には「当選ラインは6万票。選挙までに3万軒、戸別訪問しろ」と言われ、いわゆるどぶ板選挙を行った。しかし細川家の末裔とはいえ、家の支援は望めず、有権者にとっては無名に近い存在だった。結果、戸別訪問も目標の半分しかできず38,632票で落選したが、戸別訪問で回った地域は、不思議なくらい票が伸びたという。1971年の第9回参議院議員通常選挙では全国区から自由民主党公認で立候補し、石原慎太郎などの支援を得て当選するが、後に石原とは袂を分かち田中角栄の七日会（田中派）の旗揚げに参加する。2期目は熊本県選挙区から立候補し当選、大蔵政務次官や党参議院副幹事長を歴任する。

### 地方政界へ
2期目の任期中、熊本県知事選挙への立候補を表明。現職の沢田一精と自民党の公認を争った末に調整で公認候補となった。1983年1月12日に参議院議員を退職（自動失職）となったが、任期満了まで6か月を切っていたため、補欠選挙は実施されなかった。なお、沢田は同年6月26日執行の第13回参議院議員通常選挙に熊本県選挙区から自民党公認で立候補し当選したため、細川と入れ替わる形となった。
細川は得票率83.44%の圧勝で知事初当選を果たした。その後は2期8年務める（当時全国最年少の知事）。この間、「日本一づくり運動」「くまもとアートポリス」などを推進。NHKアナウンサーを退職した鈴木健二を熊本県立劇場館長として迎えた。また、熊本朝日放送の開局にも尽力した。
知事在任中、何をするにも国（中央省庁）に権限を握られていることを痛感し、地方分権を推進するためには国の中枢に入って改革をする必要があると考えるようになる。引き合いとしてよく使った「バス停の設置場所を数メートル移動させるだけでも、小さな公民館を一つ建てるだけでも中央の許可を得るのに大変な手間がかかる」という例は話題になった。

### 新党結成
熊本県知事3選も確実視されていたが、「権不十年」（同じ者が権力の座に10年以上あるべきではない）を唱え、1991年2月、2期8年限りで知事を退任。活動の本拠を東京に移して、「臨時行政改革推進審議会豊かなくらし部会」部会長を務めた。
1992年、文藝春秋で「自由社会連合」結党宣言を発表。東西冷戦終結の国際潮流とリクルート事件をはじめとする政治腐敗、既成政党不信、政治改革・行政改革の遅滞を背景に、政権交代の可能性がほとんどなくなっていた保守政党（自由民主党）と革新政党（日本社会党）の二大政党制（1.5大政党制）を捨て、政権交代可能な保守の二大政党制を打ち立てるべきだと訴えた。新党は公募により党名を「日本新党」とし、10年以内に政権獲得を実現するという目標を掲げた。同年、第16回参議院議員通常選挙に比例区から立候補し、日本新党は細川を含めてミニ政党としては過去最高の4議席を獲得した。
宮澤内閣の下で政治腐敗防止のために政治資金規正や政権交代を容易にする小選挙区制度導入といった政治改革実現の目途は立たず、1993年5月、ついに首相の宮澤喜一がテレビの特別番組で「政治改革を必ず実現する」「どうしてもこの国会でやる」と断言し、決意を示したものの党内の根強い反対論を覆せず、再び断念に追い込まれた。その結果、宮澤内閣に対する不信任決議案が自民党内で政治改革を推進する羽田派の賛成により衆議院で可決され、宮澤は解散総選挙を決断(嘘つき解散)。これと前後して一部自民党議員が集団離党し、新生党（羽田孜、小沢一郎ら羽田派）、新党さきがけ（武村正義、鳩山由紀夫ら）を結成した。
この間、細川は日本新党代表として全国を遊説して政治改革・地方分権を訴え、無党派層の支持を集めていった。6月、総選挙の前哨戦と位置付けられた1993年東京都議会議員選挙で、一気に20議席獲得と大躍進した。またこのころ、武村正義や田中秀征が主導した、行政の制度改革を勉強する会である「制度改革研究会」に運営委員として参加している。

### 細川内閣

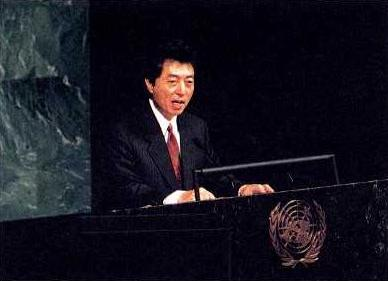
1993年9月27日、国際連合総会にて

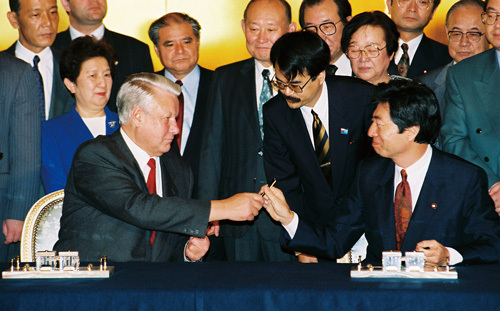
1993年10月、ロシア大統領ボリス・エリツィン（手前左）と

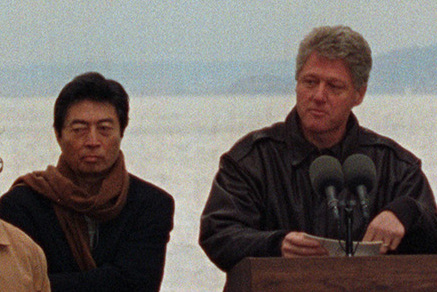
1993年11月、APEC首脳会議にてアメリカ大統領ビル・クリントンと

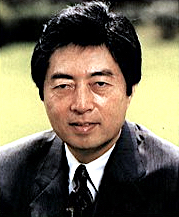
内閣総理大臣に就任したころの肖像

衆議院の解散による第40回衆議院議員総選挙で日本新党は躍進、細川は小池百合子と共に衆議院に鞍替えし、旧熊本1区で全国第2位の票数を獲得して初当選した（小池も旧兵庫2区で当選）。この選挙で羽田派の離党により単独過半数を割っていた第1党の自民党は単独過半数を回復できず、社会党、公明党、民社党などの既存の野党だけでも過半数に達しなかったため、旧羽田派の新生党、日本新党と新党さきがけがキャスティングボートを握る。新党さきがけ代表の武村正義は、細川とは滋賀県知事時代以来のつきあいがあり、その縁で日本新党を引き込み自民党との連立政権を模索したが、新生党代表幹事の小沢一郎がこれに対抗して「細川首相」を内々に提示する。「自民党政権」か「非自民政権」のどちらにつくか注目される中、日本新党と会派を組む新党さきがけの田中秀征が、思想信条の違う政党の連立政権は臨時・緊急の事態にしか通用しないとして、経済対策など懸案事項を遅らせている政治改革を早期に処理する「特命政権」として、院内会派「さきがけ日本新党」が「政治改革政権の提唱をする」という第三の選択肢を打ち出す。7月23日に細川が提唱文を読み上げると、各党の対応が明確になり、小沢一郎の動きとは別に、細川内閣樹立の理論的構築がなされた。この提唱に、江田五月は、「よかった、これで野合と言われずに済む。」と感想を言ったという。双方とも条件の受け入れを表明したが、「細川首相」を提示した非自民側が結局取り込みに成功し、細川を首班とする新政権の発足が決まった。このような動きの中、細川は、非自民・非共産連立政権の首班となることを受諾した。
1993年8月9日、政治改革を最大の使命として掲げる細川連立政権が誕生した。公選知事経験者の首相就任は史上初であり、2022年現在も唯一の例である。また衆議院議員当選1回での首相就任は1948年の吉田茂以来45年ぶり、閣僚を経験していない政治家の首相就任としては1947年の片山哲以来46年ぶりである。ジャーナリスト出身の首相としては石橋湛山以来である。熊本県出身の首相は1924年の清浦奎吾以来69年ぶりであった。日本新党・新生党・新党さきがけ・社会党・公明党・民社党・社会民主連合の7党に、参議院院内会派の民主改革連合を加えた8党派からなる連立では政策の調整に困難が予想され、「8頭立ての馬車」「ガラス細工の連立」などと皮肉られることもあった。その一方で、内閣発足直後に行われた世論調査では内閣支持率が軒並み70%を超え、これは当時としては空前の高支持率となった。
1993年8月15日に、日本武道館の「戦没者追悼式典」で首相として初めて「日本のアジアに対する加害責任」を表明する文言を挿入した辞を述べた。11月にはアメリカでのAPEC首脳会議に参加した。また、政権発足時に既に大詰めを迎えていたウルグアイ・ラウンドにおけるコメ市場開放交渉では、細川・小沢ら政権中枢は積極的だったが与党・社会党が連立離脱さえちらつかせながら抵抗し、同党の村沢牧農水政務次官が辞任するといった混乱もありながらギリギリで妥結、コメ市場の部分開放に踏み切り、自民党時代からの懸案を「解決」したことになった。自民党の河野洋平総裁は合意を批判し、党内に農水族議員を多く抱えていた自民党も批判的な声明を出したが、自民党内の実情はもう少し柔軟で、河野総裁や海部元総理らは政府に対して内々に理解を示し、この問題を理由に内閣不信任を出すのは間違いだとの見解を示していた。また開放論者として交渉にあたりながら時間切れとなった宮澤前首相も「パーフェクトゲーム」と合意を評価するなど、非自民連立政権ゆえに可能だった実績と評価する声も多い。逆に日本共産党などは「非自民の看板を掲げながら、自民党の敷いた農業政策のレールを走った」などと厳しく批判をした。
その一方で、細川政権が政権の最大課題と位置づけた政治改革四法案の成立は難航した。連立与党の衆議院選挙制度改革案は、当初の小選挙区250、比例代表（全国区）250、計500議席を、小選挙区274、比例代表（全国区）226と自民党へ譲歩したものの受け容れられず、小選挙区制の導入に民意を正確に反映しないとして反対する社会党の一部参議院議員も造反したため、1994年1月に廃案となる。当時は連立政権、野党自民党のいずれも、各陣営に政治改革の賛成・反対派を抱えるという複雑な様相を呈していた。ここで細川は、一度否決されたにもかかわらず、自民党の改革推進派議員にも呼びかけて決起集会を開き、再び改革案成立への意欲をアピールした。細川は、自民党総裁・河野洋平との党首会談で修正を話し合い、今までよりもさらに自民党案に近い小選挙区300、比例代表（地域ブロック）200の小選挙区比例代表並立制とする案を呑むことで合意を取り付けた。
結果的に見れば、竹下内閣以来5年に渡る政権の懸案であった政治改革の成就が、8ヶ月の細川政権の内政面における殆ど唯一の実績だが、この時導入された小選挙区制や政党交付金制度は、後の政治のあり方を大きく変えていくことになる。
1994年2月、冷戦終結後の日本における安全保障のあり方の見直しを提起し、防衛問題懇談会（座長・樋口廣太郎）を設置した。
政治改革関連法案が曲がりなりにも成立し、高い内閣支持率もそのまま維持した。これに意を強くした小沢一郎と大蔵事務次官の斎藤次郎のラインに乗った細川は、消費税を福祉目的税に改め税率を3%から7%に引き上げる国民福祉税構想を発表した。しかし、これは深夜（2月3日午前1時）の記者会見で唐突に行われたもので、世論の激しい反発を招いた。税制改革の検討を与党や大蔵省幹部に任せていた細川自身は記者会見で税率の根拠を問われて「腰だめの数字」などと要領を得ない回答をするなど準備不足を露呈した。また連立与党内はおろか政府内でも十分議論されていないものであったため、社会党委員長の村山富市は同日夜に官邸に怒鳴り込み、社会保障を所管する厚生大臣で民社党委員長の大内啓伍、果ては総理の女房役であるはずの内閣官房長官の武村正義が記者会見で公然と批判するという異例の事態となり、結局翌2月4日に連立与党代表者会議で白紙撤回に追い込まれた。
直後に訪米し、2月11日にクリントン大統領との間で首脳会談が行われた。この会談は当時、日米貿易摩擦を巡る数値目標で合意できず「決裂」したと報じられ、細川は「成熟した大人の日米関係をお互いが認識し合った」と評して、その評価を巡って議論が交わされた。ところが後の石原信雄の証言によれば、首脳会談では経済問題は殆ど話し合われておらず、核問題で緊張する北朝鮮情勢一色だったという。米側は武力衝突の可能性が高いことを明らかにし、機雷除去など具体的な軍事支援を求めた。さらに米側は、細川政権の中枢に北朝鮮との関係が深い政治家（武村正義や社会党の政治家とされる）がいることについても率直に懸念を示した。日本側は北朝鮮問題が議題に上がることを全く予想しておらず、細川は14日の日記に「信じ難きことなり。われわれはみな極楽トンボなるか」と記した。
その後、政権を支える新生党代表幹事の小沢一郎と、内閣官房長官の武村との対立が表面化。細川は内閣改造による武村の排除を図るがこれも実現できず、さらに細川自身が佐川急便からの借入金を未返済のままとしているという疑惑を野党となった自民党に追及されることになる。細川は熊本の自宅の門・塀の修理のための借入金で既に返済していると釈明したが、返済の十分な証拠を示すことが出来ず（「発行社（者）も判も押していない領収証」や「大晦日の１２月３１日に利息を払ったとする貸付金台帳」を提出した）、国会は空転し、細川は与党内でも四面楚歌の苦境に陥った。4月5日、参議院議員のコロムビア・トップ及び西川きよしとの会食の席で「辞めたい」と漏らしたことが報じられ、一旦は否定したものの政権はもはや死に体となってしまい、8日に退陣を表明。総予算審議に入る前に予算編成時の首相が辞任するのは極めて異例の事態である。こうして、国民の大きな期待を背負って誕生した細川内閣は、8ヶ月の短命で去ることになった。
細川の退陣に伴い、かねてから細川との関係が悪化していた武村が率いる新党さきがけは、将来的な合流を見据えて組んでいた日本新党との統一会派を解消し、連立内閣からも離脱して次期政権では閣外協力に転じる意向を早々と表明した。この背景に、日本新党に所属していた小池百合子は、北朝鮮有事に際し、米側から北朝鮮に宥和的な社会党や武村の存在を問題視されたのも、武村更迭の一因であり、細川が政権を投げ出した遠因だと後に述懐している。

### 内閣総理大臣退任後
28日には、細川内閣で外務大臣兼副総理を務めていた羽田孜を首班とする羽田内閣が発足。このとき社会党と公明党を除く連立与党が新選挙制度への対応と政権安定化のために院内統一会派「改新」を結成した（公明党は遅れて参加を表明）が、これに社会党が猛反発し、連立政権からの離脱を表明。与党第1党であった社会党の離脱により、羽田内閣は少数与党政権に転落し、不穏の船出となった。与党が少数となった国会は借入金未返済についての細川の証人喚問を決定、6月に喚問を受けた。羽田内閣は社会党に連立政権への復帰を促し、社会党内にも連立復帰に前向きな意見があったものの実現しなかった。
1994年6月、羽田内閣が総辞職。村山内閣誕生により、統一会派「改新」に参加する日本新党・新生党・公明党・民社党などは野党に転落したが、新選挙制度の下では中小政党は不利になることに鑑みて、12月、新進党を結成した。1995年7月の第17回参議院議員通常選挙では、細川は党首海部俊樹、羽田孜とともに首相経験者3人組で政権交代可能な二大政党の一つであることをアピール（三総理作戦）、勝利に導いた。しかし、この選挙で新進党比例候補として当選した友部達夫がオレンジ共済組合事件で逮捕されると、その比例名簿順位の決定に関わった細川は追及を受けることとなる。
新進党では12月に新たに党首に就任した小沢一郎の党運営が強権的であるとの不満が大きくなり、1996年の第41回衆議院議員総選挙前には鳩山邦夫・船田元・石破茂らが離党し、敗北後はさらに離党者が続出。細川も1997年6月に離党、新進党解党直前の同年12月には新党「フロム・ファイブ」を立ち上げた。
さらに1998年1月には、旧・民主党、新党友愛、太陽党、国民の声、民主改革連合とともに野党共闘を目指す勢力として院内会派「民主友愛太陽国民連合（民友連）」を結成。それからまもなく同じ民友連を構成する羽田孜らの太陽党、国民の声との三党合併により民政党を結成。その後も、新進党解党後の二大政党の一翼を担いうる新党の結成を目指し、旧民主党、新党友愛、民主改革連合との新党設立を協議する政権戦略会議の議長を務める。協議は難航したが、4月、「民主党」の名称を受け入れることでとりまとめ、面目を保った。
新・民主党の結党を見届けた後の1998年5月7日、還暦（60歳）を迎えたことを区切りとして政界を引退した。

### 政界引退後
政界引退後は主に陶芸家、茶人として活動し、祖母・近衛千代子の住まいがあった神奈川県足柄下郡湯河原町宮上の邸宅に、工房と茶室「不東庵」を設えている。茶室の設計は建築史家の藤森照信が行った。陶芸の師は辻村史朗。絵画もよくし、2013年には京都建仁寺の塔頭寺院で細川家の菩提寺、正伝永源院の襖絵「瀟湘八景図 」24面を、2019年には奈良薬師寺慈恩殿の奉納牆壁画・襖絵66面を、2022年には京都龍安寺方丈の襖絵「雲龍図」32面を、2023年には京都南禅寺の塔頭寺院・天授庵に襖絵「赤壁周遊図」8面を 、2024年には、高野山の塔頭寺院（別格本山）・總持院の襖絵 「四季山水花鳥図」32面をそれぞれ手掛け、奉納した。
創作・執筆活動をしながら、2001年から、主に春から秋にかけ茶器・書・画などの「作品個展」を開いている。また、1999年10月から2002年9月までの間、TBSラジオの『細川護煕・この人に会いたい』でパーソナリティを務めたこともある。
細川家当主として公益財団法人永青文庫の理事長を務めている。また、活元運動の提唱者・野口晴哉の義理の甥（細川の母の姉が野口の妻）である縁から社団法人整体協会会長理事に就任している。
2010年5月、首相在任中に書き留めていた日記を、『内訟録 細川護熙総理大臣日記』として日本経済新聞社から出版した。
民主党政権に対しては、菅直人の政権運営に批判的な言及を繰り返しており、2010年9月に行われた民主党代表選挙に際しては、「（首相を）やれるのは小沢さんしかいない。わたしも一生懸命応援します」と述べ、小沢一郎への支持を表明したが、小沢は現職の菅に敗れた。2011年4月8日には「菅は日本のためにいてはならない。絶対に辞めさせなければならない」とまで宣言した。2011年8月の民主党代表選挙では、選挙前に行われた小沢と野田佳彦との会談の仲介役を買って出た。細川は今回は小沢を支援せず、野田も細川に支援を要請しなかった。
2011年2月1日、東北芸術工科大学と京都造形芸術大学の初代学園長に就任。両大学を運営する学校法人東北芸術工科大学と学校法人瓜生山学園は統合を予定しているが、その統合計画について「誠に時宜を得たもの」と評しており、「両校はこれまでも、『藝術による平和の希求と日本の再生に向けた運動』に取り組んできましたが、今回の法人統合が実現したならば、その運動は更に力を増し、様々な分野で、具体的な展開を図っていく可能性が拓けていく」と主張し、法人統合に寄せる期待を表明している。
2012年、一般財団法人瓦礫を活かす森の長城プロジェクトを設立し、理事長となる。これらの貢献により、第6回後藤新平賞を受賞。
2014年、東京都知事選挙に立候補するが、落選（後述）。
2017年10月10日付で公益財団法人日本美術刀剣保存協会の名誉顧問に就任。なお、8月に軽井沢に野田聖子と小池百合子の関係者を招き、両者を軸とした新党結成を促す構想を持っていたとされるが、野田の入閣などもあり具体化はしなかった。
2022年のロシアのウクライナ侵攻以降は、展覧会やオークションに自らの絵を出品し、収益をウクライナ支援のため寄付している。今でも現職の国会議員から意見を聞きたいと面会の申し込みがあるという。

### 2014年東京都知事選挙

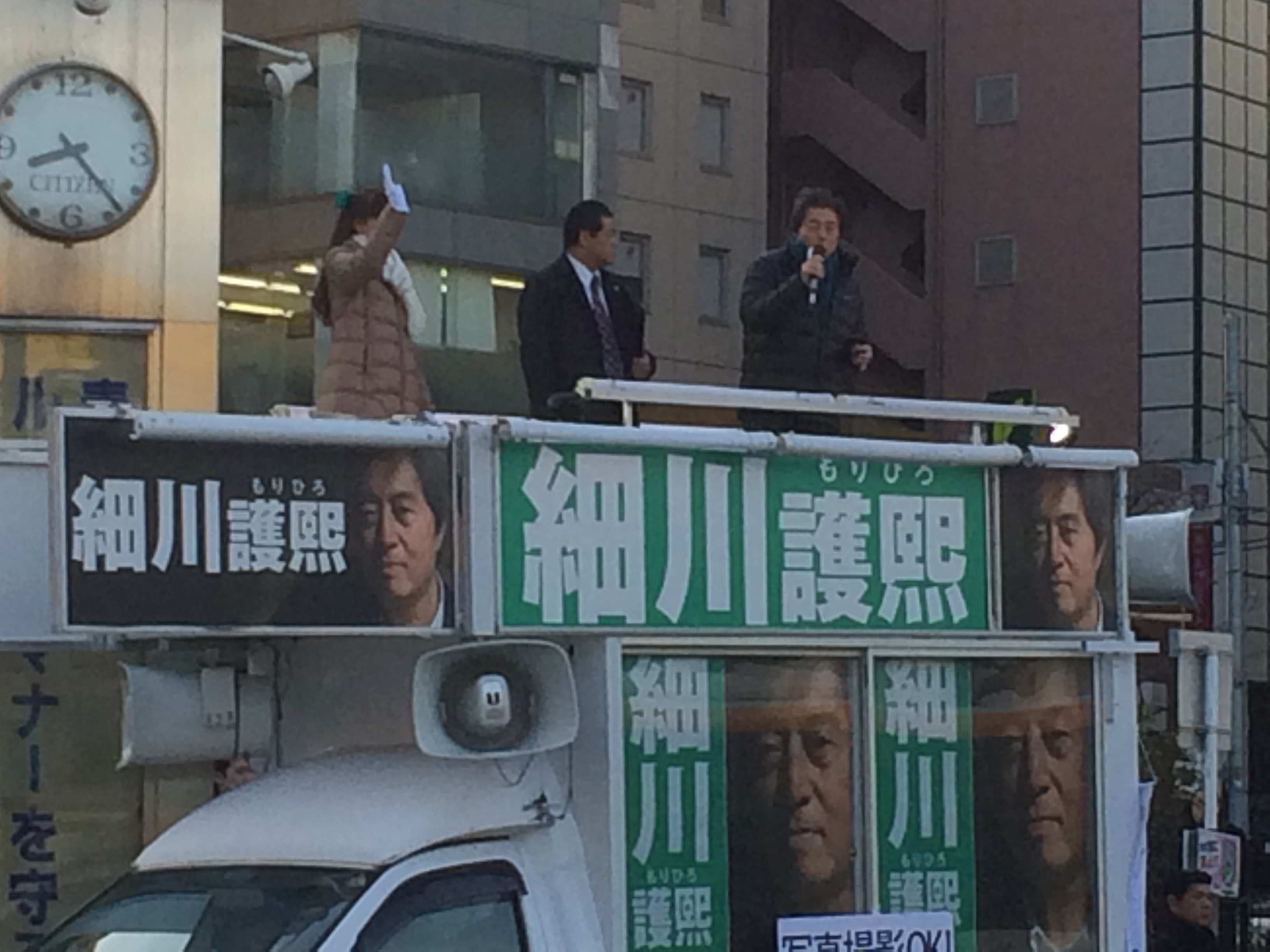
2014年2月7日、東京都新宿区での東京都知事選挙の街頭演説にて

2014年2月9日投開票の東京都知事選挙に、小泉純一郎からの推薦を受けて立候補。総理大臣経験者が知事選挙に立候補したのは日本国憲法下で初の例であった。政治家では民主党都連の支援を受けたほか、鳩山由紀夫、菅、小沢、松野頼久、小沢鋭仁、在野の知識人や市民活動家の間では、吉岡達也（ピースボート共同代表）、広瀬隆、瀬戸内寂聴、鎌田慧、土井敏邦、増山麗奈などが支持を表明した。
東京新聞（中日新聞）が2014年1月10-12日に実施し1月13日に発表した世論調査によると、次の都知事にふさわしいと思うのは舛添要一に次ぐ2番目の評価であった（次いで3番目に宇都宮健児）。
選挙戦では、舛添要一・宇都宮健児・吉田重信・鈴木達夫らが掲げる脱原発に加え、東京電力への再生可能エネルギー基地設置要求や、都による発電業者からの再生可能エネルギー直接買い付けなどを含め、都内で必要とする電力は都内で供給する『地産地消』を掲げる。2020年東京オリンピックについては、2013年末に発売された池上彰の著書において原発事故に伴う五輪返上論を主張したことが報じられている。
投票の結果、舛添が当選し、細川は得票率20%弱・惜敗率45%強で、次点の宇都宮に僅かに及ばず3位となった。

## 人物

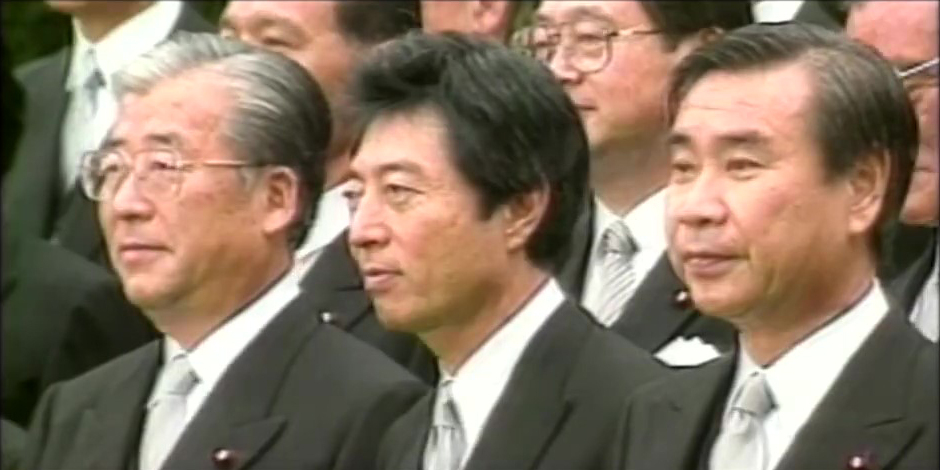
細川内閣発足時に羽田孜、山花貞夫と（1993年8月9日）

### 人物像
- 身長176cm、血液型O。
- 好物はショートケーキ。いちごショートケーキには一家言もつ。
- 座右の銘は「一日生涯」「悠々堂々」。
- 尊敬する人物は西郷隆盛。
- 熊本県知事時代の1986年、第41回冬季国民体育大会でアルペンスキー競技の大回転に出場したことがある。
- 1989年には勅使河原宏監督の映画『利休』に織田有楽斎役で1カットのみカメオ出演している。
- 首相就任時に密室とのイメージを避けるために「料亭政治」の廃止と国会の外では議員バッジを外すと宣言した。これに対し、料亭業界からは「料亭というのは悪いところじゃございませんからね。細川さんによくおっしゃっておいて下さい」と苦言を呈され、バッジ業界からは「特定の業界の存在意義を否定するかのごとき発言は許されない」と抗議された。またこの影響で料亭には閑古鳥が鳴いたという[47]。
- 1993年8月9日の組閣時記念撮影を歴代内閣で初めて首相官邸の中庭で行った（首相官邸内の階段で行われるのが通例）。翌10日には記者会見を歴代首相で初めて立ったまま行なったが、それまでの首相記者会見は椅子に着席して机上のメモを読むスタイルだったため大きく取り上げられた（この新スタイルは以後歴代の内閣も引き継いでいる）。自らボールペンや手で記者（質問者）を指名するスタイルも国民の目には斬新に映った。この仕草は嘉門達夫の『ハンバーガーショップ（国会篇）』でネタにされている。また、12月14日の会見時にはプロンプターを導入してやはり注目を集めた。
- ロンドンの大英博物館で2013年秋に開催された特別展「春画 - 日本美術における性とたのしみ」を受けて[48]、春画展日本開催実行委員会の淺木正勝らが日本でも春画展を開催しようと各方面に働きかけたが、18禁の問題から開催の目処が立たずにいた[49]。細川はこの春画展開催に深い理解を示し、細川家伝来の文化財を公開している永青文庫（東京都）にて2015年9月19日から12月23日の期間での開催を決めた[49]。細川はこの春画展で細川家伝来のものも公開に供し、「今回の展覧会が起爆剤になって、扉を開くきっかけになれば、と願います」と語った[49]。実際、京都の細見美術館でも2016年初頭から開催された[50]。
- 現在の自宅は神奈川県湯河原町にあり、陶芸工房を兼ねている[51]。祖父の近衛文麿や細川護立と同様に長野県軽井沢町に別荘を所有しており（祖父らとは別の土地）、吉永小百合の別荘と隣同士であることがスクープされ、2014年東京都知事選挙では吉永が護熙の後援者になったことから、一時話題になった[52]。サユリスト（吉永のファン）であることも首相就任前に報じられていた。
- 立川俊之が代表を務める芸能・音楽事務所 株式会社Ts Office が運営するキャスティング事業部門に所属している[53]。

### 統一教会および生長の家との関係
- 1977年12月に熊本県で「元号法制化要求熊本県民大会」が開催され、法制化要求が決議された[54][55]。細川はこの大会で記念講演を行なった[56]。この大会の事務局を担当したのは、生長の家政治連合熊本県委員会だった[54][55][56]。加盟団体は統一教会の関連団体「国際勝共連合」、神社本庁の熊本県支部である熊本県神社庁などだった[54][55][56]。大会の司会は神道政治連盟の行藤輝臣と、生長の家青年会の山本次吉だった[56]。

## 主張
歴史認識

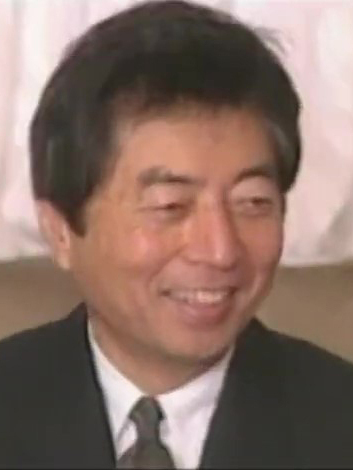
首相官邸にて（1993年8月9日）

- 首相就任直後の1993年8月10日に行われた記者会見で「日中戦争に始まる先の戦争は私自身は侵略戦争であった間違った戦争であると認識している」と発言し、同8月23日の所信表明演説においても、「まずはこの場をかりて、過去の我が国の侵略行為や植民地支配などが多くの人々に耐えがたい苦しみと悲しみをもたらしたことに改めて深い反省とおわびの気持ちを申し述べるとともに、今後一層世界平和のために寄与することによって我々の決意を示していきたいと存じます[57]」と述べている。
- これらの発言に関連して、退陣後の翌1994年5月30日に松魂塾元構成員の右翼の男が細川の至近距離で天井に向け拳銃を発砲して[58]逮捕されている[59]。

日韓関係
- 日韓併合は日本の武力によって強制されたものであると主張する。また、天皇がアメリカやヨーロッパ、中国や東南アジアを訪問しながら韓国のみ訪問しなかったことは順序を誤った判断であり、速やかに訪韓すべきだと主張した[60]。

在日外国人参政権
- 納税者に選挙権が与えられていないことには問題があるとし、特に戦前・戦中に来日した韓国人の子孫には投票権を与えなければならないと主張した[60]。

小泉純一郎について
- 首相辞任後に、小泉純一郎（自民党）・田中秀征（新党さきがけ）とともに規制改革に関する勉強会を立ち上げた。
- 2005年郵政解散直後のインタビューで長年の沈黙を破って時評を行い、当時の小泉首相に対し「私は議員在任中は中国との軋轢を避けるため一度も靖国参拝していない」「郵政解散は政治的空白を作る」「小泉君はアメリカのいいなりだ。私は決していいなりにはならなかった」などの批判を行う一方で、リーダーシップそのものは評価するとも語った。
- 2014年には、脱原発で一致する小泉に推されて東京都知事選に出馬している（前述参照）。選挙に敗れた後も小泉とともに「一般社団法人自然エネルギー推進会議」なる脱原発運動の法人を設立している[61]。

脱原発
- 福島第一原子力発電所事故後は脱原発を主張している。「脱原発をとにかく明確にすべきだ」と述べ、毎日新聞の岸井成格との対談では、「（汚染水の）垂れ流しについて、政府は場当たり的ではなく、前面に出てやると言うが、東京電力はとうの昔に国有化しているわけだから、何を今さらという感じですね。これはもう犯罪ですね。とてもオリンピックどころではない」「トップセールスで外国にも原発の売り込みをやっている。とんでもないと思いますね」と当時の安倍晋三首相の原発政策を批判している[62]。

- 村山富市、小泉純一郎、鳩山由紀夫、菅直人の首相経験者4人と一緒に、EUの執行機関・欧州委員会の委員長であるウルズラ・フォン・デア・ライエンに対して、EU内での原発反対を求める書簡を2022年1月27日付で送った。しかし、書簡の中の「福島原発事故の影響で子供たちが甲状腺癌に苦しんでいる」との記述に関して、「偏見を助長する」として各方面から批判の声が上がった。山口壮環境相は「（県や国連の専門家による調査で）現時点では放射線の影響とは考えにくいという趣旨の評価がされている」「いわれのない差別や偏見を助長することが懸念される」として抗議し、内堀雅雄福島県知事も「福島復興のためには、科学的知見に基づいた情報発信が極めて重要」「客観的な発信をお願い申し上げます」として細川らに慎重な対応を求めたほか、与野党幹部も細川らを批判し、とりわけ自民党は細川らに対する非難決議を取りまとめる構えを見せた[63][64][65][66]。一方、細川らは市民団体を通じて山口環境相や内堀知事に逆に抗議し、質問書を送った[67]。

## 家族・親族

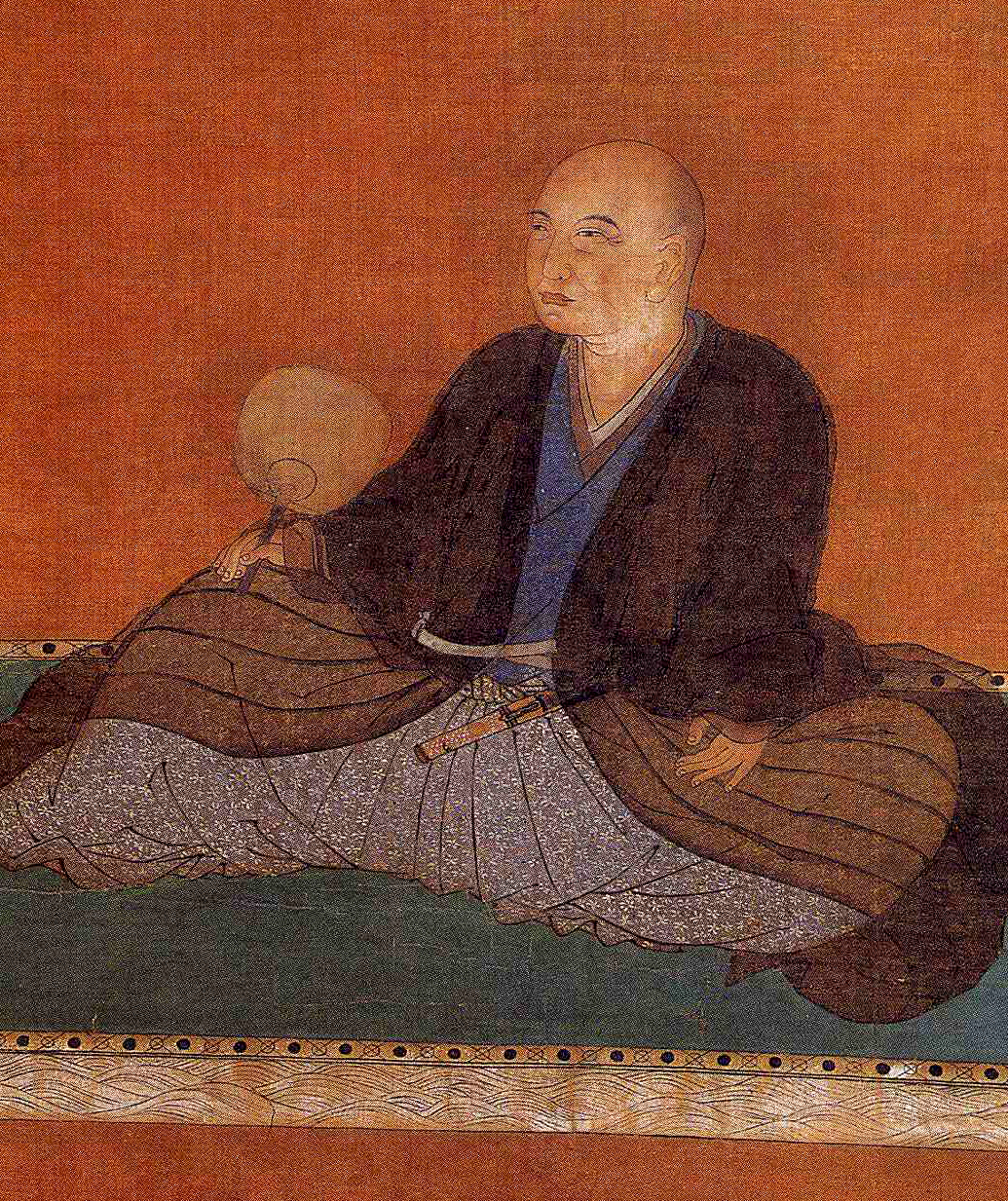
祖先の細川幽斎

細川氏は足利氏の支流で本姓は源氏（河内源氏）。鎮守府将軍源義家の流れをくむ細川義季を祖とする。ただし江戸時代に熊本藩主となった細川家は、宇多源氏佐々木氏の庶流大原氏出身で室町幕府奉公衆であった政誠が将軍足利義政の命で淡路守護細川氏の養子となって細川を名乗ったことに始まっている。
旧熊本藩細川家では近世初期の文化人武将として知られる細川幽斎を初代と数え、護熙はその第18代目当主となる。幽斎の子の細川忠興が関ケ原合戦の功により初代小倉藩主となった。忠興の妻はオペラなどで知られる細川ガラシャであり護熙は系図上の子孫に当たるが、後に忠興の側室の子の子孫が藩主を養子継承しているので、ガラシャの実系子孫ではない。一族に評論家の細川隆一郎（細川忠興・ガラシャ夫妻の嫡男だった細川忠隆（のちに廃嫡）の子孫）やその息子隆三、娘珠代、珠代の息子片平凌悟がいる。熊本藩主家は明治期には華族・侯爵家となった。
父の細川護貞は、公爵近衛文麿の次女・温子を最初の夫人とし、第二次近衛文麿内閣時代には内閣総理大臣秘書官を務めた。従って護熙は近衛文麿の孫に当たる。なお、温子の母方の祖父である子爵毛利高範は熊本藩の分家である宇土藩細川家からの養子（最後の藩主・細川行真の次男）である。この縁で護熙の弟忠煇は五摂家筆頭の近衛家を相続し、国際赤十字赤新月社連盟（IFRC）会長、日本赤十字社社長などを歴任した。異母妹の明子は表千家家元の十四世千宗左而妙斎に嫁いでいる。
妻佳代子との間に一男二女を儲ける。佳代子はボランティア活動などで知られ、NPO法人世界の子どもにワクチンを日本委員会代表、スペシャルオリンピックス日本理事長を務める。長男の細川護光（もりみつ）は大学時代に興味を覚えて父親と同時期に陶芸の道に入り福森雅武に師事した後、現在は熊本県南阿蘇村を拠点に活動している。料理研究家の細川亜衣（旧姓・米沢）と2009年に結婚。
弟近衞忠煇の夫人甯子（三笠宮崇仁親王の娘）の弟寬仁親王の妃信子は内閣総理大臣を務めた麻生太郎の妹である。
そのほかにも遠縁の著名人が多数いるが、下記では細川護熙の親族に該当する者のみを記載する。括弧内は続柄、ハイフン以降は代表的な役職を示す。
- 近衛忠房（高祖父） - 国事御用掛
- 近衛忠煕（高祖父） - 公卿、近衛忠房の長男・近衛篤麿の養父
- 池田章政（高祖父） - 岡山藩藩主
- 前田慶寧（高祖父） - 加賀藩藩主
- 細川行真（高祖父） - 宇土藩藩主
- 毛利高謙（高祖父） - 佐伯藩藩主、毛利高範の養父
- 細川護久（曾祖父） - 熊本藩藩知事、白川県知事、貴族院議員
- 池田詮政（曾祖父） - 貴族院議員
- 近衛篤麿（曾祖父） - 貴族院議長
- 毛利高範（曾祖父） - 貴族院議員、細川護立の再従兄弟
- 細川護立（祖父） - 貴族院議員
- 近衛文麿（祖父） - 貴族院議長、内閣総理大臣
- 細川護成（大伯父） - 貴族院議員
- 近衛秀麿（大叔父） - 指揮者、貴族院議員、日本芸術院会員
- 細川護貞（父） - 内閣総理大臣秘書官
- 近衛文隆（伯父） - 陸軍軍人
- 近衛通隆（叔父） - 東京大学史料編纂所教授
- 南部利英（従伯父） - 貴族院議員
- 博義王妃朝子（従伯母） - 旧皇族
- 春仁王妃直子（従伯母） - 旧皇族
- 細川佳代子（妻） - スペシャルオリンピックス日本名誉会長
- 細川護光（長男） - 陶芸家、一女あり[69]
- 細川亜衣（義娘） - 料理研究家
- 三井さと子（長女）[70]（1974年5月12日生[71][72]）
- 細川シャルマ裕子（次女）[73]（1975年10月30日生[71][72]）
- 近衛忠煇（弟） - 五摂家筆頭近衛家当主、日本赤十字社社長、国際赤十字赤新月社連盟会長
- 近衞甯子（義妹） - 日本赤十字社副総裁
- 十四世千宗左（義弟） - 表千家十四世家元
- 南部利昭（再従兄） - 靖國神社宮司
- 伏見宮博明王（再従兄） - 旧皇族、モービル石油顧問
- 水谷川優子（再従妹） - チェリスト
- 近衛忠大（甥） - 映像作家

| \| \| \| \| \| \| \| \| \| \| \| \| \| \| \| \| \| \| \| \| 16. 細川斉護 \| \| \| \| \| \| \| \| \| \| \| \| \| \| \| \| \| \| \| \| \| \| \| \| \| \| \| \| \| \| \| \| \| \| \| \| \| \| \| \| \| \| \| \| \| \| \| \| \| \| \| \| \| \| 8. 細川護久 \| \| \| \| \| \| \| \| \| \| \| \| \| \| \| \| \| \| \| \| \| \| \| \| \| \| \| \| \| \| \| \| \| \| \| \| \| \| \| \| \| \| \| \| \| \| \| \| \| \| \| \| \| \| 17. 田鶴 \| \| \| \| \| \| \| \| \| \| \| \| \| \| \| \| \| \| \| \| \| \| \| \| \| \| \| \| \| \| \| \| \| \| \| \| \| \| \| \| \| \| \| \| \| \| \| \| \| \| \| \| \| \| 4. 細川護立 \| \| \| \| \| \| \| \| \| \| \| \| \| \| \| \| \| \| \| \| \| \| \| \| \| \| \| \| \| \| \| \| \| \| \| \| \| \| \| \| \| \| \| \| \| \| \| \| \| \| \| \| \| \| 18. 鍋島直正 \| \| \| \| \| \| \| \| \| \| \| \| \| \| \| \| \| \| \| \| \| \| \| \| \| \| \| \| \| \| \| \| \| \| \| \| \| \| \| \| \| \| \| \| \| \| \| \| \| \| \| \| \| \| 9. 細川宏子 \| \| \| \| \| \| \| \| \| \| \| \| \| \| \| \| \| \| \| \| \| \| \| \| \| \| \| \| \| \| \| \| \| \| \| \| \| \| \| \| \| \| \| \| \| \| \| \| \| \| \| \| \| \| 19. 浅岡 \| \| \| \| \| \| \| \| \| \| \| \| \| \| \| \| \| \| \| \| \| \| \| \| \| \| \| \| \| \| \| \| \| \| \| \| \| \| \| \| \| \| \| \| \| \| \| \| \| \| \| \| \| \| 2. 細川護貞 \| \| \| \| \| \| \| \| \| \| \| \| \| \| \| \| \| \| \| \| \| \| \| \| \| \| \| \| \| \| \| \| \| \| \| \| \| \| \| \| \| \| \| \| \| \| \| \| \| \| \| \| \| \| 20. 池田章政 \| \| \| \| \| \| \| \| \| \| \| \| \| \| \| \| \| \| \| \| \| \| \| \| \| \| \| \| \| \| \| \| \| \| \| \| \| \| \| \| \| \| \| \| \| \| \| \| \| \| \| \| \| \| 10. 池田詮政 \| \| \| \| \| \| \| \| \| \| \| \| \| \| \| \| \| \| \| \| \| \| \| \| \| \| \| \| \| \| \| \| \| \| \| \| \| \| \| \| \| \| \| \| \| \| \| \| \| \| \| \| \| \| 21. 池田鑑子 \| \| \| \| \| \| \| \| \| \| \| \| \| \| \| \| \| \| \| \| \| \| \| \| \| \| \| \| \| \| \| \| \| \| \| \| \| \| \| \| \| \| \| \| \| \| \| \| \| \| \| \| \| \| 5. 細川博子 \| \| \| \| \| \| \| \| \| \| \| \| \| \| \| \| \| \| \| \| \| \| \| \| \| \| \| \| \| \| \| \| \| \| \| \| \| \| \| \| \| \| \| \| \| \| \| \| \| \| \| \| \| \| 22. 島津忠義 \| \| \| \| \| \| \| \| \| \| \| \| \| \| \| \| \| \| \| \| \| \| \| \| \| \| \| \| \| \| \| \| \| \| \| \| \| \| \| \| \| \| \| \| \| \| \| \| \| \| \| \| \| \| 11. 島津充子 \| \| \| \| \| \| \| \| \| \| \| \| \| \| \| \| \| \| \| \| \| \| \| \| \| \| \| \| \| \| \| \| \| \| \| \| \| \| \| \| \| \| \| \| \| \| \| \| \| \| \| \| \| \| 23. 山崎寿満子 \| \| \| \| \| \| \| \| \| \| \| \| \| \| \| \| \| \| \| \| \| \| \| \| \| \| \| \| \| \| \| \| \| \| \| \| \| \| \| \| \| \| \| \| \| \| \| \| \| \| \| \| \| \| 1. 79代内閣総理大臣 細川護熙 \| \| \| \| \| \| \| \| \| \| \| \| \| \| \| \| \| \| \| \| \| \| \| \| \| \| \| \| \| \| \| \| \| \| \| \| \| \| \| \| \| \| \| \| \| \| \| \| \| \| \| \| \| \| 24. 近衛忠房 \| \| \| \| \| \| \| \| \| \| \| \| \| \| \| \| \| \| \| \| \| \| \| \| \| \| \| \| \| \| \| \| \| \| \| \| \| \| \| \| \| \| \| \| \| \| \| \| \| \| \| \| \| \| 12. 近衛篤麿 \| \| \| \| \| \| \| \| \| \| \| \| \| \| \| \| \| \| \| \| \| \| \| \| \| \| \| \| \| \| \| \| \| \| \| \| \| \| \| \| \| \| \| \| \| \| \| \| \| \| \| \| \| \| 25. 島津光子 \| \| \| \| \| \| \| \| \| \| \| \| \| \| \| \| \| \| \| \| \| \| \| \| \| \| \| \| \| \| \| \| \| \| \| \| \| \| \| \| \| \| \| \| \| \| \| \| \| \| \| \| \| \| 6. 34代内閣総理大臣 近衛文麿 \| \| \| \| \| \| \| \| \| \| \| \| \| \| \| \| \| \| \| \| \| \| \| \| \| \| \| \| \| \| \| \| \| \| \| \| \| \| \| \| \| \| \| \| \| \| \| \| \| \| \| \| \| \| 26. 前田慶寧 \| \| \| \| \| \| \| \| \| \| \| \| \| \| \| \| \| \| \| \| \| \| \| \| \| \| \| \| \| \| \| \| \| \| \| \| \| \| \| \| \| \| \| \| \| \| \| \| \| \| \| \| \| \| 13. 近衛衍 \| \| \| \| \| \| \| \| \| \| \| \| \| \| \| \| \| \| \| \| \| \| \| \| \| \| \| \| \| \| \| \| \| \| \| \| \| \| \| \| \| \| \| \| \| \| \| \| \| \| \| \| \| \| 27. 扶伝 \| \| \| \| \| \| \| \| \| \| \| \| \| \| \| \| \| \| \| \| \| \| \| \| \| \| \| \| \| \| \| \| \| \| \| \| \| \| \| \| \| \| \| \| \| \| \| \| \| \| \| \| \| \| 3. 細川温子 \| \| \| \| \| \| \| \| \| \| \| \| \| \| \| \| \| \| \| \| \| \| \| \| \| \| \| \| \| \| \| \| \| \| \| \| \| \| \| \| \| \| \| \| \| \| \| \| \| \| \| \| \| \| 28. 細川行真 \| \| \| \| \| \| \| \| \| \| \| \| \| \| \| \| \| \| \| \| \| \| \| \| \| \| \| \| \| \| \| \| \| \| \| \| \| \| \| \| \| \| \| \| \| \| \| \| \| \| \| \| \| \| 14. 毛利高範 \| \| \| \| \| \| \| \| \| \| \| \| \| \| \| \| \| \| \| \| \| \| \| \| \| \| \| \| \| \| \| \| \| \| \| \| \| \| \| \| \| \| \| \| \| \| \| \| \| \| \| \| \| \| 7. 近衛千代子 \| \| \| \| \| \| \| \| \| \| \| \| \| \| \| \| \| \| \| \| \| \| \| \| \| \| \| \| \| \| \| \| \| \| \| \| \| \| \| \| \| \| \| \| \| \| \| \| \| \| \| \| \| \| 30. 井伊直咸 \| \| \| \| \| \| \| \| \| \| \| \| \| \| \| \| \| \| \| \| \| \| \| \| \| \| \| \| \| \| \| \| \| \| \| \| \| \| \| \| \| \| \| \| \| \| \| \| \| \| \| \| \| \| 15. 毛利賢子 \| \| \| \| \| \| \| \| \| \| \| \| \| \| \| \| \| \| \| \| \| \| \| \| \| \| \| \| \| \| \| \| \| \| \| \| \| \| \| \| \| \| \| \| \| \| \| \| \| \| \| \| |                              |  |  |  |  |  |  |  |  |  |  |  |  |  |  |  |
| |                              |  |  |  |  |  |  |  |  |  |  |  |  |  |  |  |
| | 16. 細川斉護                 |  |  |  |  |  |  |  |  |  |  |  |  |  |  |  |
| |                              |  |  |  |  |  |  |  |  |  |  |  |  |  |  |  |
| |                              |  |  |  |  |  |  |  |  |  |  |  |  |  |  |  |
| | 8. 細川護久                  |  |  |  |  |  |  |  |  |  |  |  |  |  |  |  |
| |                              |  |  |  |  |  |  |  |  |  |  |  |  |  |  |  |
| |                              |  |  |  |  |  |  |  |  |  |  |  |  |  |  |  |
| | 17. 田鶴                     |  |  |  |  |  |  |  |  |  |  |  |  |  |  |  |
| |                              |  |  |  |  |  |  |  |  |  |  |  |  |  |  |  |
| |                              |  |  |  |  |  |  |  |  |  |  |  |  |  |  |  |
| | 4. 細川護立                  |  |  |  |  |  |  |  |  |  |  |  |  |  |  |  |
| |                              |  |  |  |  |  |  |  |  |  |  |  |  |  |  |  |
| |                              |  |  |  |  |  |  |  |  |  |  |  |  |  |  |  |
| | 18. 鍋島直正                 |  |  |  |  |  |  |  |  |  |  |  |  |  |  |  |
| |                              |  |  |  |  |  |  |  |  |  |  |  |  |  |  |  |
| |                              |  |  |  |  |  |  |  |  |  |  |  |  |  |  |  |
| | 9. 細川宏子                  |  |  |  |  |  |  |  |  |  |  |  |  |  |  |  |
| |                              |  |  |  |  |  |  |  |  |  |  |  |  |  |  |  |
| |                              |  |  |  |  |  |  |  |  |  |  |  |  |  |  |  |
| | 19. 浅岡                     |  |  |  |  |  |  |  |  |  |  |  |  |  |  |  |
| |                              |  |  |  |  |  |  |  |  |  |  |  |  |  |  |  |
| |                              |  |  |  |  |  |  |  |  |  |  |  |  |  |  |  |
| | 2. 細川護貞                  |  |  |  |  |  |  |  |  |  |  |  |  |  |  |  |
| |                              |  |  |  |  |  |  |  |  |  |  |  |  |  |  |  |
| |                              |  |  |  |  |  |  |  |  |  |  |  |  |  |  |  |
| | 20. 池田章政                 |  |  |  |  |  |  |  |  |  |  |  |  |  |  |  |
| |                              |  |  |  |  |  |  |  |  |  |  |  |  |  |  |  |
| |                              |  |  |  |  |  |  |  |  |  |  |  |  |  |  |  |
| | 10. 池田詮政                 |  |  |  |  |  |  |  |  |  |  |  |  |  |  |  |
| |                              |  |  |  |  |  |  |  |  |  |  |  |  |  |  |  |
| |                              |  |  |  |  |  |  |  |  |  |  |  |  |  |  |  |
| | 21. 池田鑑子                 |  |  |  |  |  |  |  |  |  |  |  |  |  |  |  |
| |                              |  |  |  |  |  |  |  |  |  |  |  |  |  |  |  |
| |                              |  |  |  |  |  |  |  |  |  |  |  |  |  |  |  |
| | 5. 細川博子                  |  |  |  |  |  |  |  |  |  |  |  |  |  |  |  |
| |                              |  |  |  |  |  |  |  |  |  |  |  |  |  |  |  |
| |                              |  |  |  |  |  |  |  |  |  |  |  |  |  |  |  |
| | 22. 島津忠義                 |  |  |  |  |  |  |  |  |  |  |  |  |  |  |  |
| |                              |  |  |  |  |  |  |  |  |  |  |  |  |  |  |  |
| |                              |  |  |  |  |  |  |  |  |  |  |  |  |  |  |  |
| | 11. 島津充子                 |  |  |  |  |  |  |  |  |  |  |  |  |  |  |  |
| |                              |  |  |  |  |  |  |  |  |  |  |  |  |  |  |  |
| |                              |  |  |  |  |  |  |  |  |  |  |  |  |  |  |  |
| | 23. 山崎寿満子               |  |  |  |  |  |  |  |  |  |  |  |  |  |  |  |
| |                              |  |  |  |  |  |  |  |  |  |  |  |  |  |  |  |
| |                              |  |  |  |  |  |  |  |  |  |  |  |  |  |  |  |
| | 1. 79代内閣総理大臣 細川護熙 |  |  |  |  |  |  |  |  |  |  |  |  |  |  |  |
| |                              |  |  |  |  |  |  |  |  |  |  |  |  |  |  |  |
| |                              |  |  |  |  |  |  |  |  |  |  |  |  |  |  |  |
| | 24. 近衛忠房                 |  |  |  |  |  |  |  |  |  |  |  |  |  |  |  |
| |                              |  |  |  |  |  |  |  |  |  |  |  |  |  |  |  |
| |                              |  |  |  |  |  |  |  |  |  |  |  |  |  |  |  |
| | 12. 近衛篤麿                 |  |  |  |  |  |  |  |  |  |  |  |  |  |  |  |
| |                              |  |  |  |  |  |  |  |  |  |  |  |  |  |  |  |
| |                              |  |  |  |  |  |  |  |  |  |  |  |  |  |  |  |
| | 25. 島津光子                 |  |  |  |  |  |  |  |  |  |  |  |  |  |  |  |
| |                              |  |  |  |  |  |  |  |  |  |  |  |  |  |  |  |
| |                              |  |  |  |  |  |  |  |  |  |  |  |  |  |  |  |
| | 6. 34代内閣総理大臣 近衛文麿 |  |  |  |  |  |  |  |  |  |  |  |  |  |  |  |
| |                              |  |  |  |  |  |  |  |  |  |  |  |  |  |  |  |
| |                              |  |  |  |  |  |  |  |  |  |  |  |  |  |  |  |
| | 26. 前田慶寧                 |  |  |  |  |  |  |  |  |  |  |  |  |  |  |  |
| |                              |  |  |  |  |  |  |  |  |  |  |  |  |  |  |  |
| |                              |  |  |  |  |  |  |  |  |  |  |  |  |  |  |  |
| | 13. 近衛衍                   |  |  |  |  |  |  |  |  |  |  |  |  |  |  |  |
| |                              |  |  |  |  |  |  |  |  |  |  |  |  |  |  |  |
| |                              |  |  |  |  |  |  |  |  |  |  |  |  |  |  |  |
| | 27. 扶伝                     |  |  |  |  |  |  |  |  |  |  |  |  |  |  |  |
| |                              |  |  |  |  |  |  |  |  |  |  |  |  |  |  |  |
| |                              |  |  |  |  |  |  |  |  |  |  |  |  |  |  |  |
| | 3. 細川温子                  |  |  |  |  |  |  |  |  |  |  |  |  |  |  |  |
| |                              |  |  |  |  |  |  |  |  |  |  |  |  |  |  |  |
| |                              |  |  |  |  |  |  |  |  |  |  |  |  |  |  |  |
| | 28. 細川行真                 |  |  |  |  |  |  |  |  |  |  |  |  |  |  |  |
| |                              |  |  |  |  |  |  |  |  |  |  |  |  |  |  |  |
| |                              |  |  |  |  |  |  |  |  |  |  |  |  |  |  |  |
| | 14. 毛利高範                 |  |  |  |  |  |  |  |  |  |  |  |  |  |  |  |
| |                              |  |  |  |  |  |  |  |  |  |  |  |  |  |  |  |
| |                              |  |  |  |  |  |  |  |  |  |  |  |  |  |  |  |
| | 7. 近衛千代子                |  |  |  |  |  |  |  |  |  |  |  |  |  |  |  |
| |                              |  |  |  |  |  |  |  |  |  |  |  |  |  |  |  |
| |                              |  |  |  |  |  |  |  |  |  |  |  |  |  |  |  |
| | 30. 井伊直咸                 |  |  |  |  |  |  |  |  |  |  |  |  |  |  |  |
| |                              |  |  |  |  |  |  |  |  |  |  |  |  |  |  |  |
| |                              |  |  |  |  |  |  |  |  |  |  |  |  |  |  |  |
| | 15. 毛利賢子                 |  |  |  |  |  |  |  |  |  |  |  |  |  |  |  |
| |                              |  |  |  |  |  |  |  |  |  |  |  |  |  |  |  |
| |                              |  |  |  |  |  |  |  |  |  |  |  |  |  |  |  |

## 系譜
細川氏（宇多源氏大原氏流、元熊本藩主家）（凡例：━は実子、＝は養子、*＝は実弟で養子 を示す。二段目は実際の血縁関係に基づいた系図である。）
- 宇多天皇…<略>…細川政誠（細川淡路守護家の名跡を継承）細川藤孝（幽斎）━忠興（奥州家・輝経の養子）━忠利━光尚━綱利＝宣紀━宗孝*＝重賢━治年＝斉茲━斉樹＝斉護━韶邦*＝護久━護成*＝護立━護貞━護熙━護光

## 元秘書
- 半田善三
- 中田宏
- 長浜博行
- 成田憲彦
- 松野頼久

## 略年譜
- 1938年
  - 1月14日 - 出生（父・護貞、母・温子）。
- 1953年
  - 3月 - 栄光学園中学校卒業[74]。
- 1956年
  - 3月 - 学習院高等科卒業。
- 1963年
  - 3月 - 上智大学法学部卒業。
  - 4月 - 朝日新聞社入社。
- 1968年
  - 11月 - 朝日新聞社退社。
- 1969年
  - 12月27日 - 第32回衆議院議員総選挙（旧熊本1区・無所属）落選。
- 1971年
  - 6月22日 - 第9回参議院議員通常選挙（全国区・自由民主党公認）当選。
- 1975年
  - 12月 - 大蔵政務次官就任。
- 1977年
  - 7月10日 - 第11回参議院議員通常選挙（熊本地方区・自由民主党公認）2期目当選。
- 1983年
  - 2月 - 熊本県知事選挙（自由民主党公認）当選。
- 1987年
  - 2月 - 熊本県知事選挙（自由民主党公認）再選。
- 1991年
  - 2月 - 熊本県知事（無所属）退任。
  - 4月 - 東海大学客員教授就任。
  - 4月 - 総合研究開発機構（NIRA）特別研究員就任（1992年6月まで）。
  - 10月 - 上智大学非常勤講師就任（1992年2月まで）。
- 1992年
  - 5月22日 - 日本新党結成、党代表就任。
  - 7月26日 - 第16回参議院議員通常選挙（比例区・日本新党公認）3期目当選。
- 1993年
  - 7月18日 - 第40回衆議院議員総選挙（旧熊本1区・日本新党公認）当選。
  - 8月9日 - 内閣総理大臣就任、細川内閣発足。
- 1994年
  - 4月28日 - 細川内閣総辞職。
  - 12月9日 - 日本新党解散。
  - 12月10日 - 新進党結党。
- 1996年
  - 10月20日 - 第41回衆議院議員総選挙（熊本1区・新進党公認）当選。
- 1997年
  - 6月18日 - 新進党離党。
  - 12月26日 - フロムファイブ結成、党代表就任。
- 1998年
  - 1月23日 - フロムファイブ解散、民政党結成、政権構想委員会委員長就任。
  - 4月27日 - 民政党解散、民主党結成。
  - 5月7日 - 衆議院議員辞職。
  - 7月1日 - ジャパンタイムズ特別顧問就任。
- 2011年
  - 2月 - 東北芸術工科大学、京都造形芸術大学学園長就任。
- 2012年
  - 5月25日 - 瓦礫を活かす森の長城プロジェクト設立、理事長就任。

## 文献

### 著書
- 『景観づくりを考える』中村良夫との共著、技報堂出版、1989年10月、ISBN 4-7655-1498-6
- 『地方の経営 : シナリオとその戦略』内外情勢調査会、1989年
- 『鄙（ひな）の論理』 岩國哲人と共著、光文社、1991年1月、ISBN 4-334-05180-4
- 『明日はござなくそうろう : リーダーの条件』ダイヤモンド社、1991年3月14日。ISBN 4-478-70061-3。
- 『権不十年』日本放送出版協会、1992年1月30日。ISBN 4-14-008803-6。
- 『日本新党・責任ある変革』東洋経済新報社、1993年4月30日。ISBN 4-492-21048-2。
- 『The time to act is now thoughts for a new Japan』 NTT Mediascope、1993年
- 『細川内閣総理大臣演説集』日本広報協会、1996年12月
- 『内訟録 細川護熙総理大臣日記』 伊集院敦構成 2010年5月、日本経済新聞出版社-編者は日本経済新聞記者。

### 芸術活動の著作（政界引退後）
- 『不東庵日常』 小学館、2004年6月、ISBN 4-09-387507-3
- 『ことばを旅する』 文藝春秋、2008年8月。文春文庫、2011年1月
- 『跡無き工夫-削ぎ落とした生き方』 角川書店［角川oneテーマ21新書］、2009年11月、ISBN 4-04-710204-0
- 『閑居の庭から 不東庵日常 続』 小学館、2009年12月、ISBN 4-09-387866-8
- 『胸中の山水』 青草書房、2011年10月、ISBN 4-903735-18-4
- 『中国　詩心を旅する』 文藝春秋、2013年3月。文春文庫、2016年5月
- 『明日あるまじく候　勇気を与えてくれる言葉』 文春新書、2021年8月 ISBN 4-16-661323-5

以下は、主な「作品図録」
- 『晴耕雨読 細川護煕作品集』 新潮社、2007年、ISBN 4-10-304331-8。茶器などの作品写真集
- 『細川護煕展』壺中居、2003年[注釈 1]
- 『細川護熙展』壺中居、2004年
- 『五周年記念 細川護熙の作陶』 茶道資料館、2005年
- 『細川護煕展』壺中居、2006年
- 『細川護熙 数寄の世界展』髙島屋日本橋店、2007年4月
- 『細川護熙展』壺中居、2009年
- 『細川護熙展』三越、2010年3月-9月、パリ三越エトワールと全国数ヶ所の展覧会で開いた。

※以下は各・編著
- 『Seeing Japan 日本 うるわしき姿』 チャールス・ウィプル(Charles Whipple)-英文ビジュアル本「序文」
 Kodansha International（講談社インターナショナル）、2005年、ISBN 4-7700-2337-5
- 『美に生きた細川護立の眼』 求龍堂、2010年6月、ISBN 4-7630-1001-8

## 出演番組
- 細川護熙・この人に会いたい（1999年10月10日 - 2002年10月6日、日曜日22:30 - 23:00→23:00 - 23:30[注釈 2]、TBSラジオ放送[注釈 3]。ジャンプコーポレーション制作[75]）
- 無知の知（2014年、ドキュメンタリー映画、監督：石田朝也）